# 하인리히 부르거
하인리히 부르거(독일어: Heinrich Burger, 1881년 5월 31일 - 1942년 4월 27일)는 독일의 피겨 스케이팅 선수이다. 그는 싱글과 페어 부문에서 모두 활약했다. 그는 안나 휘블러와 함께 올림픽에서 우승했고 세계 선수권 대회에서 2연패했다. 그들은 클럽 뮌헨 EV에서 스케이트를 탔다.

## 대회 성적
(남자 싱글)
| Event            | 1904 | 1905 | 1906 | 1907 | 1908 |
| ---------------- | ---- | ---- | ---- | ---- | ---- |
| 세계 선수권 대회 | 2위  |      | 2위  | 5위  | 3위  |

(페어)
| Event            | 1907 | 1908 | 1909 | 1910 |
| ---------------- | ---- | ---- | ---- | ---- |
| 하계 올림픽      |      | 1위  |      |      |
| 세계 선수권 대회 |      | 1위  |      | 1위  |

## 참조
- journal Eis- und Rollsport, 49th year, No. 9, 1939년 1월 5일